# Zaireichthys
Zaireichthys är ett släkte av fiskar. Zaireichthys ingår i familjen Amphiliidae.
Kladogram enligt Catalogue of Life:
| Zaireichthys | \| \| Zaireichthys brevis \| \| \| \| \| \| Zaireichthys camerunensis \| \| \| \| \| \| Zaireichthys compactus \| \| \| \| \| \| Zaireichthys conspicuus \| \| \| \| \| \| Zaireichthys dorae \| \| \| \| \| \| Zaireichthys flavomaculatus \| \| \| \| \| \| Zaireichthys heterurus \| \| \| \| \| \| Zaireichthys kafuensis \| \| \| \| \| \| Zaireichthys kavangoensis \| \| \| \| \| \| Zaireichthys kunenensis \| \| \| \| \| \| Zaireichthys lacustris \| \| \| \| \| \| Zaireichthys mandevillei \| \| \| \| \| \| Zaireichthys maravensis \| \| \| \| \| \| Zaireichthys monomotapa \| \| \| \| \| \| Zaireichthys pallidus \| \| \| \| \| \| Zaireichthys rotundiceps \| \| \| \| \| \| Zaireichthys wamiensis \| \| \| \| \| \| Zaireichthys zonatus \| \| \| \| |
|              | \| \| Zaireichthys brevis \| \| \| \| \| \| Zaireichthys camerunensis \| \| \| \| \| \| Zaireichthys compactus \| \| \| \| \| \| Zaireichthys conspicuus \| \| \| \| \| \| Zaireichthys dorae \| \| \| \| \| \| Zaireichthys flavomaculatus \| \| \| \| \| \| Zaireichthys heterurus \| \| \| \| \| \| Zaireichthys kafuensis \| \| \| \| \| \| Zaireichthys kavangoensis \| \| \| \| \| \| Zaireichthys kunenensis \| \| \| \| \| \| Zaireichthys lacustris \| \| \| \| \| \| Zaireichthys mandevillei \| \| \| \| \| \| Zaireichthys maravensis \| \| \| \| \| \| Zaireichthys monomotapa \| \| \| \| \| \| Zaireichthys pallidus \| \| \| \| \| \| Zaireichthys rotundiceps \| \| \| \| \| \| Zaireichthys wamiensis \| \| \| \| \| \| Zaireichthys zonatus \| \| \| \| |
|              | Amphilius |
|              | |
|              | Andersonia |
|              | |
|              | Belonoglanis |
|              | |
|              | Dolichamphilius |
|              | |
|              | Doumea |
|              | |
|              | Leptoglanis |
|              | |
|              | Paramphilius |
|              | |
|              | Phractura |
|              | |
|              | Psammphiletria |
|              | |
|              | Tetracamphilius |
|              | |
|              | Trachyglanis |
|              | |
|              | Zaireichthys brevis |
|              | |
|              | Zaireichthys camerunensis |
|              | |
|              | Zaireichthys compactus |
|              | |
|              | Zaireichthys conspicuus |
|              | |
|              | Zaireichthys dorae |
|              | |
|              | Zaireichthys flavomaculatus |
|              | |
|              | Zaireichthys heterurus |
|              | |
|              | Zaireichthys kafuensis |
|              | |
|              | Zaireichthys kavangoensis |
|              | |
|              | Zaireichthys kunenensis |
|              | |
|              | Zaireichthys lacustris |
|              | |
|              | Zaireichthys mandevillei |
|              | |
|              | Zaireichthys maravensis |
|              | |
|              | Zaireichthys monomotapa |
|              | |
|              | Zaireichthys pallidus |
|              | |
|              | Zaireichthys rotundiceps |
|              | |
|              | Zaireichthys wamiensis |
|              | |
|              | Zaireichthys zonatus |
|              | |

|  | Zaireichthys brevis         |
|  |                             |
|  | Zaireichthys camerunensis   |
|  |                             |
|  | Zaireichthys compactus      |
|  |                             |
|  | Zaireichthys conspicuus     |
|  |                             |
|  | Zaireichthys dorae          |
|  |                             |
|  | Zaireichthys flavomaculatus |
|  |                             |
|  | Zaireichthys heterurus      |
|  |                             |
|  | Zaireichthys kafuensis      |
|  |                             |
|  | Zaireichthys kavangoensis   |
|  |                             |
|  | Zaireichthys kunenensis     |
|  |                             |
|  | Zaireichthys lacustris      |
|  |                             |
|  | Zaireichthys mandevillei    |
|  |                             |
|  | Zaireichthys maravensis     |
|  |                             |
|  | Zaireichthys monomotapa     |
|  |                             |
|  | Zaireichthys pallidus       |
|  |                             |
|  | Zaireichthys rotundiceps    |
|  |                             |
|  | Zaireichthys wamiensis      |
|  |                             |
|  | Zaireichthys zonatus        |
|  |                             |